# Nowe rzeczy
Nowe rzeczy – drugi studyjny album polskiego rapera KęKę, wydany 20 marca 2015 roku nakładem wytwórni Prosto.
Po ok. dwóch tygodniach od premiery album uzyskał status złotej płyty. W czerwcu 2020 nagrania uzyskały certyfikat potrójnej platynowej płyty.

## Lista utworów
Opracowano na podstawie materiału źródłowego.
| Nr  | Tytuł utworu               | Producent    | Długość |
| --- | -------------------------- | ------------ | ------- |
| 1.  | „Zmysły”                   | SherlOck     | 4:02    |
| 2.  | „Młody Polak”              | Uraz         | 3:50    |
| 3.  | „W dół kieliszki (WuDeKa)” | Lanek        | 4:05    |
| 4.  | „Niezrzeszony”             | Lanek        | 4:03    |
| 5.  | „Pamięć zostaje”           | Uraz         | 4:03    |
| 6.  | „Świadomość”               | DonDe        | 4:05    |
| 7.  | „To co mam”                | Lanek        | 3:31    |
| 8.  | „Nie bądź zły”             | Johnny Beats | 3:31    |
| 9.  | „Wyjebane (tak mocno)”     | Uraz         | 3:28    |
| 10. | „Sprawy ważne”             | Uraz         | 3:44    |
| 11. | „Czasem muszę”             | Matheo       | 3:04    |
| 12. | „Fajnie”                   | Milion Beats | 4:01    |
| 13. | „Było Blisko”              | Pawbeats     | 3:27    |
|     |                            |              | 48:54   |